# Namibia i olympiska sommarspelen 2000
Namibia deltog i de olympiska sommarspelen 2000 med en trupp bestående av elva deltagare, nio män och två kvinnor, men ingen av landets deltagare erövrade någon medalj.

## Boxning
Weltervikt
- Paulus Ali Nuumbembe
  - Omgång 1 — Förlorade mot Daniyar Munaytbasov från Kazakstan (→ gick inte vidare)

## Cykling
Herrarnas terränglopp
- Mannie Heymans
  1. Final - 2:20:31.94 (26:e plats)

## Friidrott
Herrarnas 100 meter
- Sherwin Vries
  1. Omgång 1 - 10.53 (gick inte vidare)

Herrarnas 200 meter
- Christie van Wyk
  1. Omgång 1 - 46.57 (gick inte vidare)

Herrarnas 400 meter häck
- Willie Smith
  1. Omgång 1 - 50.89 (gick inte vidare)

Herrarnas längdhopp
- Stephan Louw
  1. Kval - NM (gick inte vidare)

Herrarnas maraton
- Luketz Swartbooi
  1. Final - 2:22:55 (48:e plats)

Damernas maraton
- Elizabeth Mongudhi
  1. Final - DNF.

## Gymnastik
- Gharde Geldenhuys